# Kovács Tamás (vívó)
Kovács Tamás (Budapest, 1943. március 20. –) kétszeres olimpiai bronzérmes, világbajnok magyar kardvívó, szövetségi kapitány, MOB sportigazgató, mesteredző, közgazdász. Kovács Pál hatszoros olimpiai és kilencszeres világbajnok kardvívó fia, Kovács Attila kétszeres világbajnok kardvívó öccse.

## Élete
Édesapja, Kovács Pál hatszoros olimpiai- és kilencszeres világbajnok vívó,  Aktív versenyzői pályafutása után sem lépett el a pást mellől. 1979-től versenybíróként vezette a moszkvai és a Los Angelesi kardcsapat döntőket. Szövetségi kapitányként olyan versenyzők sikereit segíthette, mint Szabó Bence, Gedővári Imre, Nébald György, Kulcsár Krisztián, Horváth Mariann, Szalay Gyöngyi, Érsek Zsolt, Jánosi Zsuzsa, Stefanek Gertrud, Ferjancsik Domonkos, Nemcsik Zsolt, Nagy Tímea és Szilágyi Áron.
A középiskolát a budapesti József Attila Gimnáziumban végezte el 1957 és 1961 között, majd a Marx Károly Közgazdaságtudományi Egyetem pénzügyi szakán végzett 1967-ben. 1967-től 1977-ig megszakítás nélkül a magyar kardvívó-válogatott tagja volt. 1978–80 között a Vasas SC vívó szakosztályának vezetőedzője. 1978–85 között a Nemzetközi Vívószövetség a világ legjobb versenybírójának jelölte.[forrás?]
1980-ban befejezte tanulmányait a Testnevelési Egyetem vívó szakedzői szakán. 1982 óta a Magyar Olimpiai Bizottság tagja, 1981–2006 között a Magyar Vívószövetség elnökségének tagja, ahol főtitkárként (1981–86), szövetségi kapitányként (1987–2000) és technikai igazgatóként (2001–06) dolgozott, majd 2007. január 1-jétől 2011. február 1-jéig a MOB sportigazgatója volt. 2011. február 1-jétől 2012. május 15-éig a magyar női és férfi kardvívó-válogatott szövetségi kapitányaként dolgozott. 2013. október 1-től 2014. július 1-ig dolgozott a Magyar Paralimpiai Bizottságnál, mint a paralimpiai vívó válogatott szövetségi kapitánya. A 2018-as országgyűlési választásokon a Jobbik támogatásával országgyűlési képviselőjelölt.

## Versenyzői eredményei
- Olimpiai játékok:
  - 1968 Mexikóváros 3. hely (csapat), 9.hely (egyéni)
  - 1972 München 3. hely (csapat), 6. hely (egyéni)
  - 1976 Montreal 4. hely (csapat), 12. hely (egyéni)
- Világbajnokság
  - 1967 Montreal: 2. hely (csapat), egyéniben nem indult
  - 1969 Havanna: 3. hely (csapat), egyéniben 4. hely
  - 1970 Ankara: 2. hely (csapat), egyéniben 8. hely
  - 1971 Bécs: 2. hely (csapat), egyéniben 5. hely
  - 1973 Göteborg: 1. hely (csapat), egyéniben 5. hely
  - 1974 Grenoble: 3. hely (csapat), egyéniben 18. hely
  - 1975 Budapest: 2. hely (csapat), egyéniben 5. hely
  - 1977 Buenos Aires: 3. hely (csapat), egyéniben 24. hely

Felnőtt világversenyen összesen 10 érmet szerzett.
- Junior világbajnokság
- 1963 Gent: egyéniben 5. hely
- Universiade:
  - 1965: aranyérem kardcsapat, egyéniben nem indult
- Országos bajnokság
  - 14 bajnoki cím: 13 csapat, 1 egyéni

## Szövetségi kapitányként
- Olimpiai játékok:
- 4 arany- (1988: férfi kardcsapat(Bujdosó Imre, Csongrádi László, Gedővári Imre, Nébald György, Szabó Bence), 1992: Szabó Bence, 2000: Nagy Tímea, 2012: Szilágyi Áron),
- 3 ezüst- (1992: férfi kardcsapat(Abay Péter, Bujdosó Imre, Köves Csaba, Nébald György, Szabó Bence), férfi párbajtőrcsapat(Hegedüs Ferenc, Kolczonay Ernő, Kovács Iván, Kulcsár Krisztián, Totola Gábor), 1996: férfi kardcsapat (Köves Csaba, Navarrete József, Szabó Bence),
- 4 bronzérem (1988: női tőrcsapat(Jánosi Zsuzsa ,Kovács Edit, Stefanek Gertrud, Szőcs Zsuzsanna, Tuschák Katalin), férfi tőrcsapat(Érsek Zsolt, Gátai Róbert, Szekeres Pál, Szelei István, Busa István), 1996: Imre Géza, Szalay Gyöngyi)
- Világbajnokság:
- Világbajnoki érmesek: (36 fő) Kovács Edit: 1987, Stefanek Gertrúd: 1987, Jánosi Zsuzsa: 1987,1994, Szőcs Zsuzsa: 1987,Tuschák Katalin: 1987, Érsek Zsolt:1987, Busa István: 1987, Szekeres Pál :1987, Szelei István: 1987, Gátai Róbert: 1987, Nébald György: 1987,1990,1991, Eöry Diana: 1989,1990,1991, Horváth Mariann: 1989,1990,1991,1993,1994, Szalay Gyöngyi: 1989,1990,1991,1993,1994,1995,1997,1998,1999 Szőcs Zsuzsa:1989,1990,1991, Várkonyi Marina: 1989,1990,1991,1993, Szabó Bence: 1990,1991,1993,1994,1995, Köves Csaba: 1990,1991,1993,1994,1995,1997, Bujdosó Imre: 1990,1991, Csongrádi László: 1990, Hormay Adrien: 1993,1994,1995,1997, Abay Péter: 1991,1993 Kovács Iván: 1991,1993,1995,1998, Boros György: 1993,1994,1995,1997,1998, Navarrete József: 1993,1994,1995,1997,1998, Mohamed Aida: 1993,1994, Nagy Tímea: 1993,1995,1997,1999 Király Hajnalka: 1994,1995,1997, Lantos Gabriella: 1994, Mincza Ildikó: 1994,1999, Kulcsár Krisztián: 1995,1998, Fekete Attila: 1995,1998, Ferjancsik Domonkos: 1997,1998, Imre Géza: 1998, Nemcsik Zsolt: 1998,Tóth Hajnalka: 1988,1999
- Európa-bajnokság:
- 14 arany-, 11 ezüst-, 15 bronzérem

## Díjai, elismerései
- 1967- 1978: Sportérdemérem arany, ezüst, bronzérem
-  1973: Az év sportolói díj: Kardcsapat
- 1988: Munkaérdemrend arany fokozata, 2017. március 21-én visszaadta[2]
- 1992: Magyar Köztársasági Arany Érdemkereszt
- 1993: Mesteredzői cím
- 1996: A Magyar Köztársasági Érdemrend kiskeresztje
- 1998: Az év szövetségi kapitánya cím második helyezettje
- 2003: A Magyar Köztársasági Érdemrend tisztikeresztje
- 2003: A Magyar Vívó Szövetség Aranygyűrűje
- 2003: A VASAS SPORT CLUB Aranygyűrűje
- 2005: MOB Érdemérem
- 2007: Önkormányzati Miniszter Aranygyűrűje
- 2003-:A Vasas Sport Club örökös bajnoka
- 2005-:A Magyar Olimpiai Bizottság tiszteletbeli tagja
- 2007-:A Magyar Mesteredzői Kollégium tagja
- 2023: Bay Béla díj